# Grabina (Kędzierzyn-Koźle)
Grabina – część miasta Kędzierzyna-Koźla, położona w północno-zachodniej części miasta przy granicy z Januszkowicami, w obrębie osiedla administracyjnego Kłodnica. 

## Historia
Po II wojnie światowej w Polsce. Do 1954 obszar ten wchodził w skład gromady (sołectwa) Kłodnica w zbiorowej gminie Kłodnica w powiecie kozielskim, od 1950 w województwie opolskim. W latach 1954–1959 w gromadzie Kłodnica, 1959–1972 w granicach osiedla Kłodnica, a 1973–1975 miasta Kłodnica. 30 października 1975 obszar włączony wraz z Kłodnicą do miasta Kędzierzyna, przemianowanego 3 listopada 1975 na Kędzierzyn-Koźle.